# گروگان‌گیری سفارت ایران در لندن
اشغال سفارت ایران در لندن واقعه‌ای بود که در روز چهارشنبه ۱۰ اردیبهشت ۱۳۵۹ (۳۰ آوریل ۱۹۸۰) ساعت ۱۱:۳۰ دقیقه صبح توسط شش مرد مسلح که خود را «گروه الشهید»، از طرفداران خودمختاری استان خوزستان در ایران می‌نامیدند در کنزینگتون جنوبی، لندن آغاز شد و به اشغال شش روزه و قتل دو نفر در سفارت ایران در لندن انجامید.
این ماجرا با دخالت نیروهای سرویس هوایی ویژه (اِس. آ. اِس) در روز ۱۵ اردیبهشت و با کشته شدن ۵ گروگان‌گیر و ۲ گروگان به پایان رسید. یک گروگان‌گیر دستگیر و به حبس ابد محکوم گردید. او پس ۲۸ سال آزاد شد.

## مقدمه
سفارت ایران در لندن در پلاک ۱۶ پرنسس‌گیت، خیابان کنزینگتون، لندن قرار دارد. سفارتخانه اتیوپی در لندن همسایه کناری سفارت ایران است. این سفارت در ۱۰ اردیبهشت ۱۳۵۹ (۳۰ آوریل ۱۹۸۰) مورد حمله قرار گرفت.
در آن زمان، مارگارت تاچر، مشهور به بانوی آهنین، کمتر از یک سال بود که در بریتانیا به نخست‌وزیری رسیده بود. در ایران نیز بیش از یک سال از انقلاب ۱۳۵۷ می‌گذشت و ابوالحسن بنی‌صدر به ریاست جمهوری برگزیده شده بود، اما شورای انقلاب، نهادی که به‌دستور خمینی برای مدیریت انقلاب تشکیل شده بود، عملاً مدیریت کشور را به‌دست گرفته بود. همچنین کمتر از دو هفته قبل، مجموعه حوادثی اتفاق افتاد که بعدها به انقلاب فرهنگی معروف شد و منجر به تصرف و تعطیلی خون‌بار دانشگاه‌ها شد. سفارت آمریکا در تهران نیز هنوز در دست دانشجویان مسلمان پیروی خط امام بود که ۵۲ گروگان آمریکایی را از آبان ماه سال پیش (۱۳۵۸) در اسارت داشتند.

## گاه‌شمار گروگان‌گیری

### روز اول: ۱۰ اردیبهشت (۳۰ آوریل)
ساعت ۱۱:۳۰ صبح چهارشنبه ۱۰ اردیبهشت سال ۱۳۵۹ شش جوان عرب با گذرنامه‌های عراقی که از بغداد به لندن آمده بودند حمله به سفارت را آغاز کردند. ۲ تن از مردان مسلح که سر و صورتشان را با چفیه عربیِ قرمز و سفید پوشانده بودند وارد اتاق اصلی شدند. سه نفر از افراد حاضر در سفارت موفق به فرار شدند اما افراد مسلح در مجموع ۲۶ نفر که شامل ۱۷ نفر از اعضای سفارت، ۸ نفر از مراجعه‌کنندگان و یک نفر پلیس سفارت می‌شدند را به گروگان گرفتند. در بین گروگان‌ها دو نفر کارمندبی‌بی‌سی و دو نفر روزنامه‌نگار نیز حضور داشتند.
گروگانگیرها گاه خود را عضو سازمان سیاسی خلق عرب مسلمان ایران و گاه جبهه دموکراتیک انقلابی برای آزادی عربستان (خوزستان) معرفی کردند. آن‌ها گروه ۶ نفره خود را الشهید نامیدند و در ازای آزادی این گروگان‌ها خواسته‌هایی داشتند.
کانون سیاسی خلق عرب مسلمان ایران و کانون فرهنگی خلق عرب مسلمان ایران کانون‌هایی بود که در بحبوحه انقلاب ایران به‌وجود آمد و مطالبه‌کننده حقوقی از جمله تدریس به زبان عربی و اولویت خوزستان در مصرف درآمد نفتی و انتصاب مسئولان عرب برای ادارات دولتی در خوزستان بودند. این کانون‌ها اجتماعاتی را در حمایت از دولت موقت و انقلاب اسلامی در خوزستان برگزار نموده و طی آن خواسته‌های خود را بیان می‌کردند. این کانونها پس از زد و خوردهای خرمشهر، که از اواخر اردیبهشت تا اواسط خردادماه به طول انجامید، منحل گردیدند. پس از انحلال این کانون‌ها، سلسله اعتراضاتی در خرمشهر بر پا شد.

### روز دوم: ۱۱ اردیبهشت (۱ مه)
گروگان‌گیرها یک خبرنگار بیمار بی‌بی‌سی را که به گروگان گرفته بودند آزاد کردند. دو گروه ضربت اس‌ای‌اس وارد پادگان ریجنز پارک لندن شدند.
در یک تماس تلفنی با بخش جهانی خبر بی‌بی‌سی، خواسته‌های اشغالگران چنین اعلام شد:
خواسته ما آزادی ۹۱ عرب از زندان‌های عربستان (خوزستان) که یکی از استان‌های جنوبی ایران است، می‌باشد. دولت ایران ۲۴ ساعت مهلت دارد که این ۹۱ نفر را آزاد کند و با هواپیما به لندن بیاورد. موقعی که هواپیما به لندن رسید، ما به همراه گروگان‌ها به یک پایتخت عربی در خاورمیانه پرواز خواهیم کرد و در آنجا گروگان‌ها آزاد خواهند شد. 
آنها همچنین گفتند که خواستار خودمختاری عربستان (خوزستان) و شناسایی آن توسط دولت ایران هستند.

### روز سوم: ۱۲ اردیبهشت (۲ مه)
یکی از گروگان‌گیرها از طبقه سوم سفارت، خواسته‌های گروهش را برای یک خبرنگار بی‌بی‌سی فریاد کرد. همزمان، پلیس و اس‌ای‌اس نقشه‌های ورود به سفارت را بررسی کردند.
گروگان‌گیران برای انجام مذاکره خواهان حضور یکی از سفرای عراق، الجزایر یا اردن در محل سفارت شدند، ولی تا پایان این ماجرا هیچ‌یک از دیپلمات‌های کشورهای مذکور حاضر به این کار نشد.

### روز چهارم: ۱۳ اردیبهشت (۳ مه)
مذاکرات گروگان‌گیرها با دولت بریتانیا ادامه دارد. همزمان، اس‌ای‌اس بام ساختمان سفارت را بررسی و قفل یک نورگیر را برای عملیات احتمالی بعدی باز کرد.

### روز پنجم: ۱۴ اردیبهشت (۴ مه)
دولت بریتانیا به مذاکره با دیپلمات‌های کشورهای عرب ادامه داد تا شاید آن‌ها با گروگان‌گیران وارد مذاکره شوند، اما بی‌فایده بود. نیروی ویژه (اس‌ای‌اس) طرح نهایی عملیات نجات را بررسی کرد.

### روز ششم: ۱۵ اردیبهشت (۵ مه)
ساعت یک بعدازظهر، سخنگوی گروگان‌گیرها گفت که اگر نتواند با سفیر یک کشور عرب صحبت کند، یک گروگان کشته خواهد شد. ساعت یک و ۴۵ دقیقه، صدای سه گلوله شنیده شد و بعد، جسد عباس لواسانی، وابسته مطبوعاتی سفارت را از در ورودی بیرون انداختند. ساعت هفت و ۲۳ دقیقه بعدازظهر، عملیات اس‌ای‌اس با مشارکت ۳۰ تا ۳۵ نیروی ویژه شروع شد، و حدود ۱۷ دقیقه بعد همه گروگان‌گیران بجز یک نفر کشته شدند.
از آنجا که عباس لواسانی (وابستهٔ مطبوعاتی سفارت ایران) به‌طور مداوم با گروگانگیرها مجادله می‌کرد و به‌طور آشکار از انقلاب ایران (۱۳۵۷) و خمینی دفاع می‌کرد، تبدیل به هدف اصلی گروگان‌گیران شد.
به دنبال کشته‌شدن لواسانی، به دستور مارگارت تاچر عملیات ضد اشغال سفارت ایران از پلیس به نیروهای ویژه اس. آ. اس منتقل شد.
تاچر در پیامی کاملاً غیرمعمول به صورت جدی خواستار حفظ جان گروگان‌ها و کشتن همه گروگان‌گیرها شده بود.
در این عملیات علی صمدزاده دیگر دیپلمات ایرانی نیز کشته شد و احمد دادگر از کارکنان محلی سفارت نیز هدف اصابت شش گلوله قرار گرفت، ولی زنده ماند.
علی‌رغم تهدید اشغالگران به کشتن گروگان‌های ایرانی، وزارت خارجه ایران بر اساس سیاست شورای انقلاب هیچ گونه نرمشی در مواضع اولیه خود نشان نداد و حاضر به معامله با گروگان‌گیرها نشد. حتی در پاسخ تهدیدات مردان مسلح اعلام نمود که دیپلمات‌های ایرانی آماده کشته شدن‌اند و از مرگ نمی‌هراسند.
پیش از گروگان‌گیری، سفارت جمهوری اسلامی ایران در لندن در نامه‌ای به وزارت خارجه بریتانیا، تأمین امنیت سفارت ایران را درخواست کرده بود. دقیقاً دو روز بعد از پاسخ دولت بریتانیا مبنی بر تأمین کامل امنیت سفارت ایران، این حادثه روی داد.
نیروهای اس.آ. اس که قبلاً با روش‌های مختلف در پنجره‌ها، شومینه‌ها و دیوارهای سفارت ایران وسایل شنود و مواد منفجره کار گذاشته بودند اندکی پس از ساعت ۱۹ روز دوشنبه ۵ مه به محل هجوم برده و در عملیاتی که هفده دقیقه به طول انجامید پنج نفر از گروگان‌گیرها را در جا کشته و گروگان‌ها را آزاد کردند.
وقتی که «عملیات نمرود» به پایان رسید، جنازه ۵ تن از گروگانگیران شناسایی شد و نفر ششم که علی نام داشت و خود را بین گروگان‌ها پنهان کرده بود، دستگیر شد و بعدها محاکمه و به حبس ابد محکوم شد.

## دادگاه تنها بازمانده
فوزی بداوی نژاد (نجاد در متون عربی) آخرین بازمانده مهاجمان به سفارت ایران در دادگاه به قاضی گفت که در بغداد او را فریب داده‌اند و اکنون از آنچه کرده پشیمان است. او گفت که هدایت عملیات در بغداد و سازماندهی گروه در لندن را یک افسر عراقی ارتش بعث به نام سامی محمدعلی (با نام مستعار روباه) برعهده داشته است.
افروز، کاردار وقت سفارت ایران، خواستار حضور در دادگاه عضو باقی‌مانده این گروگان‌گیری شد، ولی دولت بریتانیا دادگاه را غیر علنی برگزار کرد.

### محاکمه
این گروگانگیر، پس از دستگیری و محاکمه در دادگاه عالی لندن به مجازات حبس ابد محکوم شد و در زندانی شدیداً تحت کنترل، در منطقه سافک به سر می‌برد.

### کاهش محکومیت
در سال ۲۰۰۰ وزارت کشور بریتانیا نخستین تقاضای آزادی زودهنگام بداوی نژاد را رد کرد. در بهمن ۱۳۸۲ (فوریه ۲۰۰۴) رسانه‌ها در بریتانیا خبری را منتشر کردند که تقاضای آزادی گروگانگیر زنده‌مانده برای دومین بار با مخالفت دیوید بلانکت وزیر کشور بریتانیا بایگانی شد.
فوزی بداوی‌نژاد که به دلیل حمله مسلحانه و مشارکت در کشته و زخمی کردن دیپلمات‌های ایرانی به ۲۵ سال زندان محکوم شده در زمان نخستین بررسی پرونده‌اش برای آزادی، ۲۴ سال را در زندان سپری کرده بود. پیش از این، یک دادگاه تجدید نظر در لندن، در رسیدگی بدون سر و صدا و نسبتاً مخفیانه رای به کاهش محکومیت زندان بداوی‌نژاد از ۲۵ سال به ۲۲ سال داده بود، ولی وزیر کشور وقت با تأیید این مسئله نیز مخالفت کرده بود.

### آزادی
او در نوامبر سال ۲۰۰۸ میلادی پس از ۲۸ سال آزاد شد. او به ایران تحویل داده نشد و با حمایت دولتی، با هویتی جدید، مخفیانه در انگلستان زندگی می‌کند.

## پیامدها
پس از حادثه سفارت ایران، دولت محافظه‌کار بریتانیا از عملکرد نمایندگان خود و مأموران اس‌ای‌اس در یورش به ساختمان سفارت تقدیر کرد، ولی در همان موقع منتقدان دولت و بعدها برخی پژوهشگران و مستندسازان گفتند که امکان حل ماجرا بدون خون‌ریزی و کشتن همه گروگان‌گیران هم ممکن بود. دو ماه پس از حادثه، یک هیئت مستقل بازرسی، عملکرد نیروهای اس‌ای‌اس را مورد تحقیق و تفحص قرار داد و در نهایت نتیجه گرفت که نیروهای ویژه در عملیات، کاری خلاف و غیرقانونی انجام نداده‌اند. بر اساس گزارشی که بعدها منتشر شد، دیوید میرز، رئیس بخش خاورمیانه وزارت خارجه بریتانیا، زمانی که سفیر کویت برای تبریک پایان اشغال سفارت به او تلفن کرد، گفت: «از واکنش سفرای کشورهای عرب ناخشنودیم… اگر آنها نقش سازنده‌تری در این ماجرا برعهده می‌گرفتند، ممکن بود گروگان‌گیرها زنده بمانند.» موفقیت نیروی ویژه هوابرد بریتانیا در پایان دادن سریع به اشغال سفارت ایران، موجب شهرت جهانی اس‌ای‌اس شد. بر اساس اسنادی که دهه‌ها بعد منتشر شد، پس از ماجرا، چند دولت خارجی برای حل بحران‌های مشابه، از نیروهای اس‌ای‌اس درخواست کمک کرده بودند.
بلافاصله بعد از پایان ماجرای اشغال، وزارت خارجه در گزارشی به دولت خانم تاچر توصیه کرد سفیر بریتانیا شخصاً دو نامه از سوی نخست‌وزیر بریتانیا برای رهبران ایران ببرد. دیگر توصیه‌های وزارت خارجه، افزایش کارکنان سفارت بریتانیا در تهران و آغاز تلاش جدید برای جلب حمایت کشورهای عضو جنبش غیرمتعهدها برای فشار آوردن به ایران برای آزاد کردن گروگان‌های آمریکایی بود. در گزارش وزارت خارجه تأکید شده بود: «ما باید از خشنودی و تشکر ایرانی‌ها از نتیجه ماجرای اشغال سفارت، بهره‌برداری کنیم.» خانم تاچر از خاتمه ماجرای اشغال ایران و اظهارات سید ابوالحسن بنی‌صدر که حاکی از خوش‌بینی به رهایی گروگان‌های آمریکایی بود، نامه‌هایی مستقیم خطاب به خمینی و ابوالحسن بنی‌صدر نوشت. او به روح‌الله خمینی نوشت که نمی‌خواهد دو حادثه گروگان‌گیری در تهران و لندن را به هم ربط بدهد، «با این همه از ایشان می‌خواهم که برای نشان دادن حسن نیت به مردان شجاعی که جان خود را برای آزادی گروگان‌های ایرانی به خطر انداختند و به شکرانه حفظ جان گروگان‌های ایرانی، دستور آزادی گروگان‌های آمریکایی را صادر کند.»
گراهام، سفیر بریتانیا که در زمان نگارش این نامه در ایران حضور نداشت، شخصاً برای ابلاغ نامه به خمینی از طریق بنی‌صدر، از لندن به تهران بازگشت. آقای گراهام روز ۱۸ اردیبهشت در دیدار با رئیس‌جمهور ایران گفت که این نامه «کاملاً شخصی» است و لندن برای ارسال آن نه از سوی آمریکایی‌ها ترغیب شده و نه با آنها مشورت کرده است. آقای گراهام همچنین، مراتب تاسف و تسلیت رسمی لندن در مورد گروگان‌گیری، اشغال سفارت و کشته شدن دو تن از دیپلمات‌های سفارت را به دولت ایران ابلاغ کرد و از زنده ماندن اکثر گروگان‌ها ابراز خوشحالی کرد. آقای بنی‌صدر هم در پاسخ، پیام تشکری برای خانم تاچر فرستاد؛ ولی گزارشی از واکنش خمینی به نامه تاچر ثبت نشده است.
این حادثه و نامه‌نگاری مارگارت تاچر با مقامات ایران، تأثیری در سیاست‌های جمهوری اسلامی نداشت. ادامه گروگانگیری کارکنان سفارت آمریکا در تهران و تهدید علیه سفارت‌های کشورهای غربی دیگر در تهران، روابط ایران و بریتانیا را قطع کرد تا آنکه بعد از پایان جنگ روابط نزدیک‌تر شد. اگرچه ماجرای میکونوس در دهه ۱۳۷۰ بار دیگر روابط را سرد کرد.
در سال ۱۳۸۸ همزمان با اعتراض‌ها به نتایج انتخابات ریاست جمهوری ایران و به خشونت کشیده شدن درگیری‌ها میان معترضان و نیروهای امنیتی، سفارت و کنسولگری ایران در لندن - و چند شهر دیگر اروپا - صحنه تجمع معترضان بود. اعتراض‌ها در مواردی با پرتاب رنگ به دیوار کنسولگری ایران و درگیری‌های لفظی میان گروه‌های مخالف حکومت ایران همراه بود اما در رسانه‌های بازتاب وسیعی داشت. در آذر ۱۳۹۰ گروهی از معترضان که رسانه‌های ایران آن‌ها را «دانشجوی بسیجی» توصیف می‌کردند وارد سفارت بریتانیا در تهران شدند و با به زیر کشیدن پرچم بریتانیا و نشان سلطنتی این کشور، برخی از اسناد سفارت را به آتش کشیدند. در همین روز گروهی دیگر هم وارد باغ قلهک، اقامتگاه کارکنان سفارت بریتانیا در شمال تهران شدند و داخل ساختمان را تخریب کردند. شواری امنیت سازمان ملل با صدور بیانیه‌ای با رای همه اعضا، این رخداد را محکوم کرد. فردای آن روز، وزارت خارجه بریتانیا تمامی کارکنانش را از ایران خارج کرد و دستور تعطیلی فوری سفارت ایران در لندن را صادر کرد. کارکنان سفارت و کنسولگری ایران به همراه خانواده‌هایشان از بریتانیا اخراج شدند. علی خامنه‌ای، رهبر جمهوری اسلامی، حدود ۹ ماه پس از حمله به سفارت بریتانیا در تهران، گفت: «در قضیه اخیر اشغال آن سفارت خبیث، احساسات جوانان درست بود، ولی رفتنشان [به داخل سفارتخانه] درست نبود.»
پس از توافق هسته‌ای ایران و شش قدرت جهانی (برجام) در ۱ شهریور ۱۳۹۴، سفارت بریتانیا در تهران با حضور فیلیپ هموند، وزیر خارجه بریتانیا بازگشایی شد. همزمان با آن، سفارت ایران در لندن نیز با حضور افراد مختلفی از جمله اعضای هیئت دوستی ایران و بریتانیا، بازگشایی شد.

## فیلم سینمایی شش روز
بر پایه این گروگان‌گیری در سال ۲۰۱۷ یک فیلم سینمایی با نام شش روز و به کارگردانی توآ فریزر ساخته شد.